# Xamã
Geizon Carlos da Cruz Fernandes, conegut pel nom artístic Xamã   (Rio de Janeiro, 30 d'octubre de 1989), és un raper brasiler.

## Carrera
Abans de dedicar-se professionalment a la música, treballava com a venedor ambulant. Va debutar el 2016 en l'escena musical i pocs anys més tard va llançar els primers àlbums d'estudi, Pecado capital i O iluminado. L'octubre del 2019, va participar en l'Espaço Favela del festival Rock in Rio.
El seu tercer disc, que conté col·laboracions amb les artistes Agnes Nunes, Gloria Groove, Luísa Sonza i Marília Mendonça, va ser promocionat en una minigira als Estats Units, va ser llançat el 2020 i es titula Zodíaco. Gràcies a la popularitat d'aquest, va estar nominat al millor flow internacional als BET Hip Hop Awards, així com a set categories dels Premis MTV MIAW brasilers.
Amb el senzill Deixa de onda, enregistrat juntament amb Dennis i Ludmilla, va aconseguir la certificació d'or de l'Associação Fonográfica Portuguesa i la de doble platí fixada en 160 000 unitats de Pro-Música Brasil, a més d'una nominació a un Premi Multishow de Música Brasilera. A banda, Malvadão 3 es va tornar un èxit l'estiu del 2022, quan va encapçalar el rànquing brasiler de la Unió Brasilera de Compositors i fins i tot va entrar al paraguaià.
El juliol del 2022, va presentar juntament amb Camila Queiroz els premis MTV MIAW BR, on competia en dues categories. El 2023, es va anunciar que s'estrenaria com a actor amb un paper en la segona temporada de la sèrie Justiça, de TV Globo.

## Discografia

### Àlbums d'estudi
- Pecado capital (2018)
- O iluminado (2019)
- Zodíaco (2020)

### EP
- Como sobreviver ao fim do mundo dançando (2020)
- Acústico Cancún (2021)

### Senzills
- «Cypher: Grito/A nova velha escola» (2017) (amb Estudante, Beleza i Rico Neurotico)
- «O ronco do coiote» (2017)
- «Grito crimes» (2017) (amb Chris, Villeroy, Sumurai i Gabriel Xan)
- «A Bela i a Fera» (2017)
- «Hades» (2017)
- «Malvadão» (2017)
- «25 horas» (2017) (amb Neobeats)
- «Shakira» (2017)
- «Inveja» (2018) (amb Menor do Chapa)
- «A noite toda» (2018) (amb Dom R & Tiankris)
- «Seu rei» (2018) (amb Mano Fler i Tiankris)
- «Romeu tem que morrer» (2018) (amb Túlio Dek)
- «Indomável» (2018) (amb Túlio Dek i Mano Fler)
- «Chorei de amor» (2018) (amb Túlio Dek)
- «Porradão de 30» (2018) (amb Túlio Dek)
- «Bagua Sessions #1» (2018) (amb Felp 22, Mano Fler i BK)
- «Liberdade mano fler» (2018) (amb Mano Fler, DJ Samu & DJ Cia)
- «Deus abençoe o rolé» (2019) (amb MC Estudante)
- «Monalisa» (2019) (amb Tiankris)
- «Júpiter Dayane» (2019) (amb Chris, Cesar MC i Knust)
- «Sorriso Naruto» (2019) (amb Knust i Chris MC)
- «Você não ama ninguém» (2019) (amb Knust, Cesar MC i Chris)
- «Hit do subúrbio (Boombap 1998)» (2019) (amb Cesar MC)
- «Hit Express» (2019) (amb Chris i Knust)
- «Deixa» (2019) (amb MC TH, WC no Beat i Pep Starling)
- «Rio de Janê» (2019) (amb Tiankris)
- «Cida» (2019) (amb Agnes)
- «Rose» (2019) (amb Agnes)
- «Sônia» (2019) (amb Agnes)
- «Elas por elas» (2019) (amb Agnes)
- «Dolores» (2019) (amb Agnes)
- «Hey pai» (2019) (amb Túlio Dek)
- «Correria» (2019) (amb Jhony MC, Mauricio DTS i MC Sid)
- «Malvadão 2» (2019)
- «Rabetão» (2019) (amb Gabily i Clau)
- «Brother Charlie» (2019) (amb Túlio Dek)
- «Um drink no inferno» (2019)
- «Não dá mais» (2020) (amb CMK i Chino Oriente)
- «Flex» (2020) (amb Jogami i Neobeats)
- «Som dos cria» (2020) (amb Froid i DK-47)
- «Samurai sem mestre» (2020) (amb DK-47 i Cynthia Luz)
- «Fora da Matrix» (2020) (amb DK-47)
- «Bora ser» (2020) (amb Filipe Ret i Chris MC)
- «Adrenalina» (2020) (amb MC Kevin o Chris)
- «De novo» (2020)
- «Escorpião» (2020) (amb Agnes Nunes)
- «Câncer» (2020) (amb Luísa Sonza i Gustah)
- «Minha preferida» (2021) (amb Alee, Chris MC, JayA Luuck i Salve Malak)
- «Deixa de onda» (2021) (amb Dennis i Ludmilla)
- «Gato siamês» (2021) (amb Ludmilla)
- «O legado» (2021)
- «Bilhete premiado 2» (2021) (amb Gabily)
- «Malvadão 3» (2021)
- «Dublê de marido» (2022)
- «França» (2022) (amb Juliette, L7nnon i Welisson)
- «Toma medalha» (2022) (amb Matheus Fernandes i Papatinho)
- «Puto de luxo» (2022) (amb Vulgo FK i Gustah)
- «Mamacita (hasta la vista)» (2022) (amb Luísa Sonza)